# Frédéric Soret
Frédéric Jacob Soret (* 12. Mai 1795 in Sankt Petersburg; † 18. Dezember 1865 in Plainpalais bei Genf) war ein Schweizer Privatgelehrter und Numismatiker.

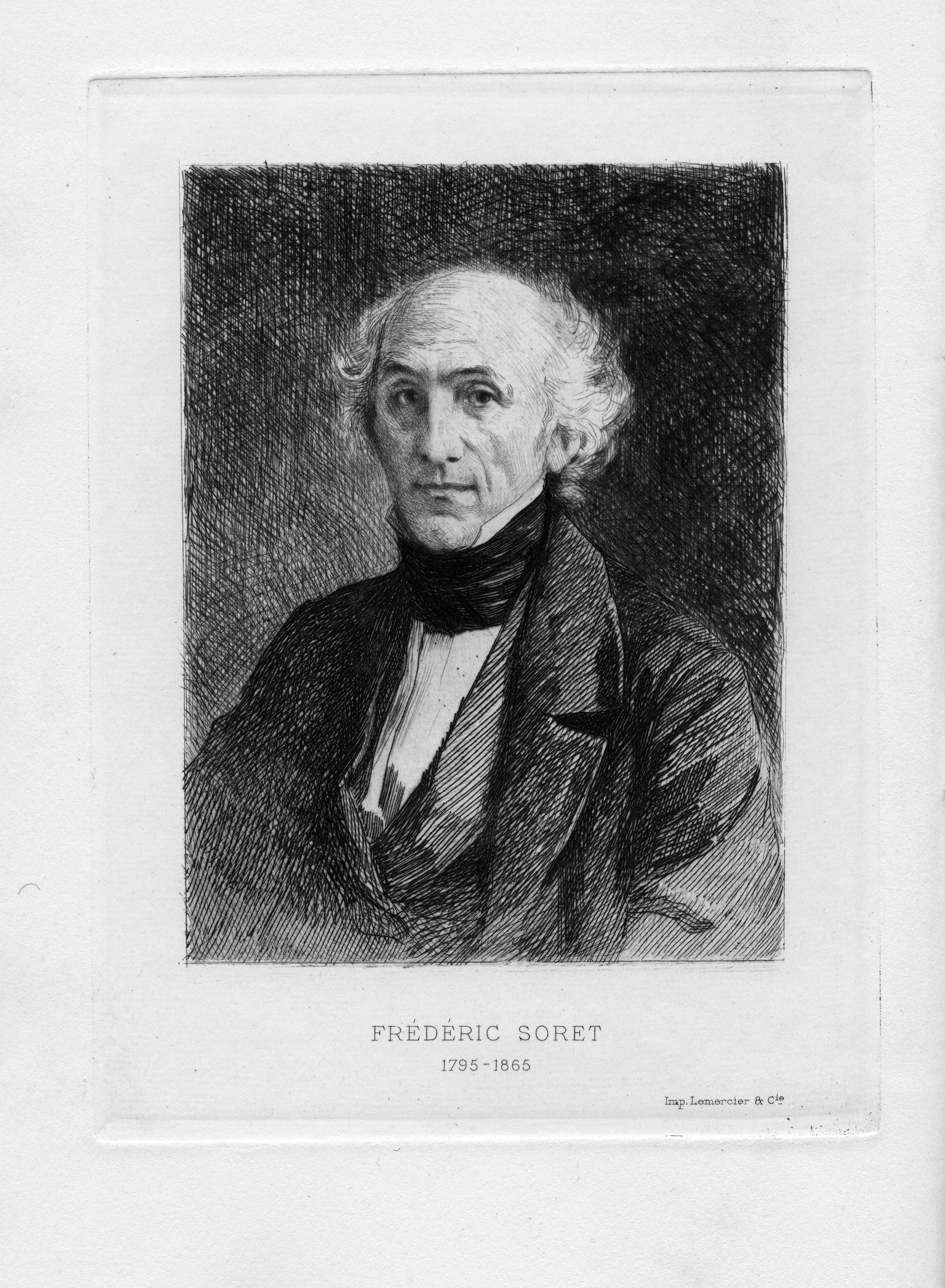
Frédéric Soret

## Leben
Sorets Familie stammte aus Genf, sein Vater war jedoch Künstler am russischen Zarenhof. Nach der Rückkehr der Familie studierte er in Genf Physik. 1822 wurde er von Großherzog Karl August von Sachsen-Weimar-Eisenach als Prinzenerzieher angestellt. Auch unter dessen Nachfolger Karl Friedrich war es Soret, der bis 1836 für die Erziehung des späteren Großherzogs Carl Alexander Sorge trug. In Weimar übersetzte er auch einige der naturwissenschaftlichen Werke Johann Wolfgang von Goethes, mit dem er befreundet war. Für ihn charakterisierte er auch die Morphologie der vulkanischen Augite und Amphibole, die von der böhmischen Vulkankuppe Wolfsberg stammten. Seine Ergebnisse wurden daraufhin in einer von Goethe herausgegebenen Zeitschrift (Zur Naturwissenschaft Überhaupt) in französischer Sprache unter dem Titel Catalogue Raisonné des variétés d´Amphiboles et Pyroxène rapportées de Bohème par S. E. Monsieur le Ministre d´État de Goethe veröffentlicht.
Nach der erneuten Rückkehr nach Genf begann er, sich mit Numismatik zu befassen. Sein Interesse für orientalische Münzen, möglicherweise ausgelöst durch einen Fund mittelalterlicher nordafrikanischer Münzen im schweizerischen Steckborn, führte zum Aufbau der bedeutendsten Privatsammlung seiner Zeit auf diesem Gebiet. 
Nach Sorets Tod kaufte der Großherzog durch Vermittlung Johann Gustav Stickels, mit dem Soret über die Weimarer Zeit hinaus in Verbindung stand, dessen Sammlung von etwa 5.000 Münzen für das Orientalische Münzkabinett Jena an.